# Iurii Stețenko
Iurii Stețenko (n. 11 aprilie 1945, Kiev, RSS Ucraineană, URSS) este un canoist ce a reprezentat Ucraina, medaliat olimpic. A participat la 2 ediții ale Jocurilor Olimpice (1968, 1972) în care a câștigat o medalie de aur.